# Liste der Baudenkmale in Prenzlau
In der Liste der Baudenkmale in Prenzlau sind alle Baudenkmale der brandenburgischen Stadt Prenzlau und ihrer Ortsteile aufgelistet. Grundlage ist die Veröffentlichung der Landesdenkmalliste mit dem Stand vom 31. Dezember 2020.

## Baudenkmale in den Ortsteilen
In den Spalten befinden sich folgende Informationen:
- ID-Nr.: Die Nummer wird vom Brandenburgischen Landesamt für Denkmalpflege vergeben. Ein Link hinter der Nummer führt zum Eintrag über das Denkmal in der Denkmaldatenbank. In dieser Spalte kann sich zusätzlich das Wort Wikidata befinden, der entsprechende Link führt zu Angaben zu diesem Denkmal bei Wikidata.
- Lage: die Adresse des Denkmales und die geographischen Koordinaten. Link zu einem Kartenansichtstool, um Koordinaten zu setzen. In der Kartenansicht sind Denkmale ohne Koordinaten mit einem roten beziehungsweise orangen Marker dargestellt und können in der Karte gesetzt werden. Denkmale ohne Bild sind mit einem blauen bzw. roten Marker gekennzeichnet, Denkmale mit Bild mit einem grünen beziehungsweise orangen Marker.
- Bezeichnung: Bezeichnung in den offiziellen Listen des Brandenburgischen Landesamtes für Denkmalpflege. Ein Link hinter der Bezeichnung führt zum Wikipedia-Artikel über das Denkmal.
- Beschreibung: die Beschreibung des Denkmales
- Bild: ein Bild des Denkmales und gegebenenfalls einen Link zu weiteren Fotos des Baudenkmals im Medienarchiv Wikimedia Commons

### Basedow
| ID-Nr.   | Lage                  | Bezeichnung                   | Beschreibung | Bild           |
| -------- | --------------------- | ----------------------------- | --- | -------------- |
| 09130852 | Am Weinberg 1c (Lage) | Dorfkirche und Friedhofsmauer | Die kleine Kapelle im neugotischen Stil stammt aus den Jahren 1889/90 und wurde am Standort einer Vorgängerkirche errichtet. | weitere Bilder |

### Blindow
| ID-Nr.                           | Lage                 | Bezeichnung                        | Beschreibung | Bild                               |
| -------------------------------- | -------------------- | ---------------------------------- | --- | ---------------------------------- |
| 09130019                         | Landstraße (Lage)    | Kirche und Friedhofsportal         | Die evangelische Kirche wurde in der zweiten Hälfte des 13. Jahrhunderts erbaut. Es ist ein Saalbau mit einem schiffbreiten Turm im Westen. Im Inneren befindet sich ein Altaraufsatz aus dem Jahr 1601. Vor dem Altar befinden sich zwei Grabplatten aus dem 18. Jahrhundert. Die Kirchenfenster wurden von Otto Linnemann aus Frankfurt geschaffen | weitere Bilder                     |
| 09131540 Teilobjekt zu: 09130019 | Landstraße ()        | Orgel                              | | ein Bild hochladen                 |
| 09131541 Teilobjekt zu: 09130019 | Landstraße ()        | Glocke                             | | ein Bild hochladen                 |
| 09130020                         | Landstraße (Lage)    | Friedhofskapelle, auf dem Friedhof | Die Friedhofskapelle wurde 1910 erbaut, der Architekt war Georg Büttner. Es ist ein sechseckiger Bau mit einem Mansarddach. | Friedhofskapelle, auf dem Friedhof |
| 09130021                         | Landstraße 42 (Lage) | Wohnhaus                           | | Wohnhaus                           |

### Dauer
| ID-Nr.                           | Lage                                   | Bezeichnung | Beschreibung | Bild               |
| -------------------------------- | -------------------------------------- | ----------- | --- | ------------------ |
| 09130029                         | Prenzlauer Straße, Siedlungsweg (Lage) | Kirche      | Die evangelische Kirche stammt aus dem 13. Jahrhundert. Der Turmaufbau ist quadratisch und besitzt einen Helm aus dem Jahre 1738. Der Altaraufbau stammt aus der ersten Hälfte des 18. Jahrhunderts. | Kirche             |
| 09131549 Teilobjekt zu: 09130029 | Prenzlauer Straße, Siedlungsweg ()     | Taufengel   | | ein Bild hochladen |
| 09131031 Teilobjekt zu: 09130029 | Prenzlauer Straße, Siedlungsweg ()     | Orgel       | | ein Bild hochladen |

### Dedelow
| ID-Nr.                           | Lage                | Bezeichnung                 | Beschreibung | Bild                        |
| -------------------------------- | ------------------- | --------------------------- | --- | --------------------------- |
| 09130032                         | Kirchsteig 1 (Lage) | Kirche                      | Die evangelische Kirche stammt aus der zweiten Hälfte des 13. Jahrhunderts. Die Ausstattung im Inneren stammt aus dem 17. und 18. Jahrhundert. | weitere Bilder              |
| 09131102 Teilobjekt zu: 09130032 | Kirchsteig 1 ()     | Orgel                       | | ein Bild hochladen          |
| 09130031                         | Kirchsteig 1 (Lage) | Mausoleum, auf dem Kirchhof | Das Mausoleum auf dem Friedhof wurde im Jahre 1852 nach Plänen von Schinkel erbaut.                                                            | Mausoleum, auf dem Kirchhof |

### Ellingen
| ID-Nr.                           | Lage                | Bezeichnung                                                       | Beschreibung | Bild                                                              |
| -------------------------------- | ------------------- | ----------------------------------------------------------------- | --- | ----------------------------------------------------------------- |
| 09130034                         | (Lage)              | Denkmal der Kämpfer von 1806, an der Straße Ellingen-Schönwerder  | | Denkmal der Kämpfer von 1806, an der Straße Ellingen-Schönwerder  |
| 09130072                         | Ellingen 26 (Lage)  | Hofanlage, bestehend aus Wohnhaus, zwei Stallgebäuden und Scheune | | Hofanlage, bestehend aus Wohnhaus, zwei Stallgebäuden und Scheune |
| 09131570 Teilobjekt zu: 09130072 | Ellingen 26 (Lage)  | Wohnhaus                                                          | | BW                                                                |
| 09131571 Teilobjekt zu: 09130072 | Ellingen 26 (Lage)  | Stall                                                             | | BW                                                                |
| 09131572 Teilobjekt zu: 09130072 | Ellingen 26 (Lage)  | Stall                                                             | rechts auf dem Hof | BW                                                                |
| 09131573 Teilobjekt zu: 09130072 | Ellingen 26 (Lage)  | Scheune                                                           | | BW                                                                |
| 09130030                         | Ellingen 100 (Lage) | Kirche                                                            | Die evangelische Kirche wurde um das Jahr 1800 erbaut, der Turm stammt aus dem Jahre 1738. Im Inneren ein Altaraufsatz aus dem 17. Jahrhundert. | weitere Bilder                                                    |
| 09131104 Teilobjekt zu: 09130030 | Ellingen 100 ()     | Orgel                                                             | | ein Bild hochladen                                                |
| 09130033                         | B 198 (Lage)        | Sühnekreuz, am Abzweig Ellingen                                   | Das Sühnekreuz an der B 198 ist ein bearbeiteter Findling.                                                                                      | Sühnekreuz, am Abzweig Ellingen                                   |

### Güstow
| ID-Nr.                           | Lage                 | Bezeichnung    | Beschreibung | Bild               |
| -------------------------------- | -------------------- | -------------- | --- | ------------------ |
| 09130904                         | (Lage)               | Kriegerdenkmal | | Kriegerdenkmal     |
| 09130492                         | Am Lindenberg (Lage) | Kirche         | Die evangelische Dorfkirche wurde in der zweiten Hälfte des 13. Jahrhunderts erbaut, im Jahre 1713 wurde die Kirche renoviert. 1866 kam der Turm hinzu. Im Inneren ein Schnitzaltar aus dem Jahr 1516, dieser entspricht dem Hochaltarretabel der Marienkirche in Prenzlau, ist aber kleiner. | weitere Bilder     |
| 09131110 Teilobjekt zu: 09130492 | Am Lindenberg ()     | Orgel          | | ein Bild hochladen |

### Klinkow
| ID-Nr.            | Lage                 | Bezeichnung | Beschreibung | Bild           |
| ----------------- | -------------------- | ----------- | --- | -------------- |
| 09130081 Wikidata | Dorfstraße 46 (Lage) | Kirche      | Die evangelische Dorfkirche wurde in der zweiten Hälfte des 13. Jahrhunderts erbaut. Nachdem die Kirche 1945 ausgebrannt war, wurde sie 1951 wiederhergestellt. Dabei wurde auch der Turm errichtet. | weitere Bilder |

### Prenzlau
| ID-Nr.                           | Lage                                                                   | Bezeichnung | Beschreibung | Bild |
| -------------------------------- | ---------------------------------------------------------------------- | --- | --- | --- |
| 09130920                         | (Lage)                                                                 | Pflasterstraße zwischen Prenzlau und Seelübbe (Seelübber Weg) | | weitere Bilder |
| 09130107                         | (Lage)                                                                 | Stadtbefestigungsanlage mit Stadtmauer, Wiekhäusern, Mauertürmen, Tortürmen, Resten der Wallanlagen | Die Stadtbefestigung stammt aus dem 13. Jahrhundert. Es sind von vier Toren drei Tore erhalten: Das Blindower Tor, das Mitteltor und das Steintor. | weitere Bilder |
| 09141586 Teilobjekt zu: 09130107 | (Lage)                                                                 | Stadtmauer | | Stadtmauer |
| 09141587 Teilobjekt zu: 09130107 | (Lage)                                                                 | Weichhaus | | Weichhaus |
| 09141588 Teilobjekt zu: 09130107 | (Lage)                                                                 | Seilerturm | ursprünglich war der Ende des 13. Jahrhunderts entstandene Turm ein Weichhaus. | Seilerturm |
| 09141589 Teilobjekt zu: 09130107 | (Lage)                                                                 | Steintorturm / Schwedter Turm | Quadratischer Bau aus der Mitte des 13. Jahrhunderts, im 15. Jahrhundert umgebaut, heute als Sternwarte genutzt. | weitere Bilder |
| 09141590 Teilobjekt zu: 09130107 | (Lage)                                                                 | Blindower Tor | Der Torturm mit Durchfahrt stammt von Ende des 13. Jahrhunderts, wurde im 15. Jahrhundert abgebrochen und steht im Norden des Stadtzentrums. Er wird auch Stettiner Tor genannt. | weitere Bilder |
| 09141591 Teilobjekt zu: 09130107 | (Lage)                                                                 | Mitteltorturm | Bau aus der ersten Hälfte des 15. Jahrhunderts | weitere Bilder |
| 09131300 Teilobjekt zu: 09130107 | (Lage)                                                                 | Hexenturm | Der Turm steht hinter dem Amtsgericht und wurde Ende des 15. Jahrhunderts gebaut. | weitere Bilder |
| 09131301 Teilobjekt zu: 09130107 | (Lage)                                                                 | Pulverturm | Der Turm aus dem 15. Jahrhundert steht in der Nähe des Blindower Tors. | weitere Bilder |
| 09130140                         | (Lage)                                                                 | Wasserpumpe | Die Pumpe steht auf dem Marktberg an der westlichen Seite der Marienkirche. | Wasserpumpe |
| 09131269                         | Alexanderhöhe 3 (Lage)                                                 | Wohn- und Wirtschaftsgebäude | | BW |
| 09131279 Teilobjekt zu: 09131269 | Alexanderhöhe 3 ()                                                     | Wirtschaftsgebäude | | ein Bild hochladen |
| 09130254                         | Am Steintor 4 (Lage)                                                   | Landarmen- und Korrigendenanstalt (heute Stadtverwaltung) | | Landarmen- und Korrigendenanstalt (heute Stadtverwaltung) |
| 09130591                         | Am Strom ()                                                            | Erinnerungsdenkmal Brodoehl | | ein Bild hochladen |
| 09130124                         | Baustraße 19 (Lage)                                                    | Wohnhaus mit Stall und Nebengebäude | | BW |
| 09131598 Teilobjekt zu: 09130124 | Baustraße 19 (Lage)                                                    | Stall | | BW |
| 09131599 Teilobjekt zu: 09130124 | Baustraße 19 (Lage)                                                    | Nebengebäude | | BW |
| 09130125                         | Baustraße 23 (Lage)                                                    | Wohnhaus mit Werkstatt und Nebengebäude | | Wohnhaus mit Werkstatt und Nebengebäude |
| 09131600 Teilobjekt zu: 09130125 | Baustraße 23 (Lage)                                                    | Werkstattgebäude | | BW |
| 09131601 Teilobjekt zu: 09130125 | Baustraße 23 (Lage)                                                    | Nebengebäude | | BW |
| 09130120                         | Baustraße 37, 39 (Lage)                                                | Amtsgericht mit Gefängnis | | Amtsgericht mit Gefängnis |
| 09131597 Teilobjekt zu: 09130120 | Baustraße 36, 38 (Lage)                                                | Gefängnis | | BW |
| 09130221                         | Brüssower Straße 64/65, Franz-Wienholz-Straße 1a (Lage)                | Wohnanlage | | Wohnanlage |
| 09130130                         | Diesterwegstraße 2–4 (Lage)                                            | Wohnhaus (so genanntes Aktivistenhaus) | Die Denkmaldatenbank datiert das Haus auf „ca. 1930“. Nach dem Zweiten Weltkrieg wurde das Haus 1949/1950 wiederaufgebaut und nach den „Aktivisten“ (in der DDR ein Ehrentitel für verdienstvolle Arbeiter) benannt. Es gilt als der erste Wohnungsneubau in der Stadt nach dem Zweiten Weltkrieg.                               | Wohnhaus (so genanntes Aktivistenhaus) |
| 09130130                         | Diesterwegstraße 6 (Lage)                                              | Kaserne I | Die früheren Friderizianische Kasernen wurden 1767–1770 gebaut. Es sind zwei langgestreckte Putzbauten mit drei Stockwerken und Walmdächern. | Kaserne I |
| 09130951                         | Franz-Wienholz-Straße 23 & 23 a & 23 b & 23 c (Lage)                   | Rüstungsfabrik „Mansfeld-Werk GmbH“ mit sechs Werksgebäuden sowie Nebenanlagen | Die Fabrik entstand Ende der 1930er Jahre. | BW |
| 09132009 Teilobjekt zu: 09130951 | Franz-Wienholz-Straße (Lage)                                           | Pförtnerhaus | | BW |
| 09132010 Teilobjekt zu: 09130951 | Franz-Wienholz-Straße 23c (Lage)                                       | Verwaltungsgebäude | gegenüber dem Werkseingang, zweigeschossiger Bau von 1939. | BW |
| 09132011 Teilobjekt zu: 09130951 | Franz-Wienholz-Straße 23a (Lage)                                       | Fabrikhalle | südlich des Verwaltungsgebäudes | BW |
| 09132012 Teilobjekt zu: 09130951 | Franz-Wienholz-Straße 23b (Lage)                                       | Fabrikhalle | nordöstlich schräg vor dem Verwaltungsgebäude | BW |
| 09132013 Teilobjekt zu: 09130951 | Franz-Wienholz-Straße 23b (Lage)                                       | Fabrikhalle | nordöstlich schräg vor dem Verwaltungsgebäude | BW |
| 09132014 Teilobjekt zu: 09130951 | Franz-Wienholz-Straße (Lage)                                           | Kesselhaus und Heizhaus | an der nordöstlichen Grundstücksgrenze | BW |
| 09132015 Teilobjekt zu: 09130951 | Franz-Wienhold-Straße 23c (Lage)                                       | Schwimmbecken und Löschteich | hinter dem Verwaltungsgebäude | BW |
| 09130769                         | Freyschmidtstraße 20 (Lage)                                            | Stadtwerke mit Verwaltungsgebäude, Labor- und Wohngebäude, Pförtnerhaus, Gaskesselhaus, Gasfiltergebäude, Uhrenhaus, Teerturm und Vorbau, Elektrizitätswerk mit Quertrakt, Werkstatt und Lagerhallen                                                                                | Der Komplex des Prenzlauer Gas- und Elektrizitätswerks entstand 1909/10 und wurde um 1930 erweitert. | weitere Bilder |
| 09131898 Teilobjekt zu: 09130769 | Freyschmidtstraße 20 (Lage)                                            | Verwaltungsgebäude & Wohnhaus | dreigeschossiger, sechsachsiger Bau mit Satteldach | Verwaltungsgebäude & Wohnhaus |
| 09131899 Teilobjekt zu: 09130769 | Freyschmidtstraße 20 (Lage)                                            | Pförtnerhaus | | Pförtnerhaus |
| 09131900 Teilobjekt zu: 09130769 | Freyschmidtstraße 20 ()                                                | Gasfiltergebäude | L-förmiger Bau mit Krüppelwalmdach | ein Bild hochladen |
| 09131901 Teilobjekt zu: 09130769 | Freyschmidtstraße 20 ()                                                | Kesselhaus | dreischiffiger zweigeschossiger Bau mit Nordostturm | Kesselhaus |
| 09131902 Teilobjekt zu: 09130769 | Freyschmidtstraße 20 ()                                                | Gasmessergebäude | eingeschossiger Ziegelbau mit Krüppelwalmdach | ein Bild hochladen |
| 09131903 Teilobjekt zu: 09130769 | Freyschmidtstraße 20 ()                                                | Teerturm | fünfgeschossiger Bau mit eingeschossigem Vorbau | ein Bild hochladen |
| 09131904 Teilobjekt zu: 09130769 | Freyschmidtstraße 20 ()                                                | Elektrizitätswerk | zweigeschossiger Bau mit Satteldach | Elektrizitätswerk |
| 09131905 Teilobjekt zu: 09130769 | Freyschmidtstraße 20 ()                                                | Werkstattgebäude & Lagergebäude | | Werkstattgebäude & Lagergebäude |
| 09130219                         | Friedhofstraße 38 (Lage)                                               | Friedhofskapelle, Einfriedung mit Friedhofsportal und Grabmal von Platen, Grabmal Tetzlaff, Grabmal Grabow, Grabmal Witt, Grabmal „Vier Ruderer“ (Arbeitersportler), Grabmal Wienholz, Grab Friedrich Eich, Kriegerdenkmal 1870–1871, Polnischer Friedhof, Grabanlage Märzgefallene | | [[Vorlage:Bilderwunsch/code!/C:53.30672,13.866568!/D:Friedhofstraße 38, Friedhofskapelle, Einfriedung mit Friedhofsportal und Grabmal von Platen, Grabmal Tetzlaff, Grabmal Grabow, Grabmal Witt, Grabmal „Vier Ruderer“ (Arbeitersportler), Grabmal Wienholz, Grab Friedrich Eich, Kriegerdenkmal 1870–1871, Polnischer Friedhof, Grabanlage Märzgefallene!/\|BW]] |
| 09131626 Teilobjekt zu: 09130219 | Friedhofstraße 38 ()                                                   | Portal | | Portal |
| 09131627 Teilobjekt zu: 09130219 | Friedhofstraße 38 ()                                                   | Grabmal Familie v. Platen | | ein Bild hochladen |
| 09131628 Teilobjekt zu: 09130219 | Friedhofstraße 38 ()                                                   | Grabmal Familie Tetzlaff | | ein Bild hochladen |
| 09131629 Teilobjekt zu: 09130219 | Friedhofstraße 38 ()                                                   | Grabmal Familie Grabow | | ein Bild hochladen |
| 09131630 Teilobjekt zu: 09130219 | Friedhofstraße 38 ()                                                   | Grabmal Familie Witt | | ein Bild hochladen |
| 09131631 Teilobjekt zu: 09130219 | Friedhofstraße 38 ()                                                   | Vier Ruderer (Grabmal) | | ein Bild hochladen |
| 09131632 Teilobjekt zu: 09130219 | Friedhofstraße 38 ()                                                   | Grabmal Familie Wienholz | | ein Bild hochladen |
| 09131633 Teilobjekt zu: 09130219 | Friedhofstraße 38 ()                                                   | Grabmal Friedrich Eich | | ein Bild hochladen |
| 09131634 Teilobjekt zu: 09130219 | Friedhofstraße 38 ()                                                   | Kriegerdenkmal | nach dem Krieg 1871 entstanden | ein Bild hochladen |
| 09131635 Teilobjekt zu: 09130219 | Friedhofstraße 38 ()                                                   | Polnischer Friedhof | | ein Bild hochladen |
| 09131636 Teilobjekt zu: 09130219 | Friedhofstraße 38 ()                                                   | Grabanlage | keine weitere Information in der Denkmaldatenbank | ein Bild hochladen |
| 09130109                         | Friedrichstraße (Lage)                                                 | Pfarrkirche St. Jacobi | | weitere Bilder |
| 09131131 Teilobjekt zu: 09130109 | Friedrichstraße ()                                                     | Orgel | | ein Bild hochladen |
| 09130148                         | Friedrichstraße (Lage)                                                 | Richtstein, im Straßenpflaster | Der Richtstein wurde an dieser Stelle in das Straßenpflaster integriert. | Richtstein, im Straßenpflaster |
| 09130133                         | Friedrichstraße 2 (Lage)                                               | Hotel „Uckermark“ | | Hotel „Uckermark“ |
| 09130132                         | Friedrichstraße 21 (Lage)                                              | Filmtheater der Freundschaft | | Filmtheater der Freundschaft |
| 09130131                         | Friedrichstraße 41 (Lage)                                              | Postgebäude | | Postgebäude |
| 09130802                         | Gartenstraße (Lage)                                                    | Betriebswerkstatt des Kreisbahnhofs | Die Prenzlauer Kreisbahnen hatten ursprünglich eigene Anlagen nordwestlich des Staatsbahnhofs. Die Betriebswerkstatt ist ein Ziegelbau um eine Stahlskelettkonstruktion aus den Jahren 1927/28, Architekt war Josef Bischof. | weitere Bilder |
| 0912244 Teilobjekt zu: 09130802  | Gartenstraße (Lage)                                                    | Lokomotivschuppen | Der Lokschuppen steht westlich der Werkstatt, etwas von der Straße zurückgesetzt. | Lokomotivschuppen |
| 09130813                         | Goethestraße 2a-b (Lage)                                               | Städtisches Wasserwerk, bestehend aus Maschinen und Kesselhaus, Filtergebäude, Wohnhaus | | weitere Bilder |
| 09131931 Teilobjekt zu: 09130813 | Goethestraße 2b (Lage)                                                 | Maschinenhaus & Kesselhaus | im westlichen Grundstücksteil | BW |
| 09131932 Teilobjekt zu: 09130813 | Goethestraße 2b (Lage)                                                 | Filtergebäude & Enteisenungsgebäude | südlich des Maschinen- und Kesselhauses | Filtergebäude & Enteisenungsgebäude |
| 09131933 Teilobjekt zu: 09130813 | Goethestraße 2a (Lage)                                                 | Wohnhaus | | BW |
| 09130123                         | Grabowstraße 2 (Lage)                                                  | Lehrerseminar, bestehend aus Schulgebäude, Aborthaus und Grundstückseinfriedung | | BW |
| 09131302 Teilobjekt zu: 09130123 | Grabowstraße 2 ()                                                      | Toilettenhaus | | ein Bild hochladen |
| 09130775                         | Güstower Straße 14 (Lage)                                              | Anlage „Neue Dampfmühle“, bestehend aus Speicher/Mühlengebäude und Wohnhaus sowie jüngerem Speicher nebst Stall/Gesindewohnhaus und Hofgebäude | | weitere Bilder |
| 09131906 Teilobjekt zu: 09130775 | Güstower Straße 14 (Lage)                                              | Speicher | viergeschossiger Bau aus gelben Ziegeln mit Satteldach von 1901 | Speicher |
| 09131907 Teilobjekt zu: 09130775 | Güstower Straße 14 (Lage)                                              | Wohnhaus | zweigeschossiger Bau aus gelben Ziegeln von 1901 | Wohnhaus |
| 09131908 Teilobjekt zu: 09130775 | Güstower Straße 14 (Lage)                                              | Speicher | dreigeschossiger Bau aus roten Ziegeln mit Walmdach von 1921 | Speicher |
| 09131909 Teilobjekt zu: 09130775 | Güstower Straße 14 (Lage)                                              | Hühnerstall & Toilettenhaus | Ziegelbauten von 1924 | Hühnerstall & Toilettenhaus |
| 09130001                         | Karl-Marx-Straße 1 (Lage)                                              | Kasernenanlage, bestehend aus Hauptgebäude, Exerzierhalle und Einfriedung | | weitere Bilder |
| 09131532 Teilobjekt zu: 09130001 | Karl-Marx-Straße 1 ()                                                  | Exerzierhalle | nordwestlich des Hauptgebäudes | weitere Bilder |
| 09130004                         | Karl-Marx-Straße 2 (Lage)                                              | Lazarett einschließlich straßenseitiger Ziegelmauereinfriedung | | weitere Bilder |
| 09131366                         | Karl-Marx-Straße 4 (Lage)                                              | Wohnhaus | | weitere Bilder |
| 09130225                         | Kietzstraße 23 (Lage)                                                  | Schlachthof, bestehend aus Kühlturm und Kühlhalle, Maschinenhaus, Freibank, Verwalterhaus | | BW |
| 09130113                         | Klosterstraße (Lage)                                                   | Franziskanerklosterkirche St. Johannes Baptist (Dreifaltigkeitskirche) | Klosterkirche „St. Johannes Baptist“ des Franziskanerklosters (1253–1543), ab 1598 lutherische Dreifaltigkeitskirche | weitere Bilder |
| 09131142 Teilobjekt zu: 09130113 | Klosterstraße ()                                                       | Orgel | | ein Bild hochladen |
| 09130108                         | Marktberg (Lage)                                                       | Hauptpfarrkirche St. Marien | Gotischer Backsteinbau aus dem Beginn des 14. Jahrhunderts. | weitere Bilder |
| 09130114                         | Marktberg (Lage)                                                       | Heiliggeistkapelle (Ruine) | Die Kapelle hat heute wieder ein Dach. | weitere Bilder |
| 09130149                         | Marktberg (Lage)                                                       | Standbild Martin Luther | | Standbild Martin Luther |
| 09130141                         | Marktberg (Lage)                                                       | Kandelaber | | weitere Bilder |
| 09130783 Wikidata                | Neubrandenburger Straße 1 (Lage)                                       | Katholische Kirche St. Maria Magdalena | | weitere Bilder |
| 09131132 Teilobjekt zu: 09130783 | Neubrandenburger Straße 1 ()                                           | Orgel | | ein Bild hochladen |
| 09131208 Teilobjekt zu: 09130783 | Neubrandenburger Straße 1 ()                                           | Glocke | | ein Bild hochladen |
| 09130872                         | Neubrandenburger Straße 77 (Lage)                                      | Bebauung der Kunst- und Handelsgärtnerei Julius Burmeister mit Wohnhaus, Palmenhaus, Einfriedung und Hofpflasterung | Die Gebäude der Gärtnerei entstanden Ende des 19. Jahrhunderts. Das Wohnhaus an der Straße ist ein 1½-geschossiger Bau aus Fachwerk und Ziegeln. Das Palmenhaus steht auf dem Hof. Die Hofpflasterung ist aus Steinen und Granit, die Einfriedung besteht aus einem schmiedeeisernen Zaun und massiven Pfeilern an der Einfahrt. | weitere Bilder |
| 09131965 Teilobjekt zu: 09130872 | Neubrandenburger Straße 77 (Lage)                                      | Wohnhaus | Das Wohnhaus steht ebenso wie das Palmenhaus leer (Stand Januar 2024). | Wohnhaus |
| 09131966 Teilobjekt zu: 09130872 | Neubrandenburger Straße 77 (Lage)                                      | Gewächshaus | | Gewächshaus |
| 09131965 Teilobjekt zu: 09130872 | Neubrandenburger Straße 77 (Lage)                                      | Einfriedung | | Einfriedung |
| 09130129                         | Neustadt 39 (Lage)                                                     | Wohnhaus „Kettenhaus“ | Das traufständige Haus hat auf einem hohen Sockel ein Geschoss. Vor dem Eingang befindet sich eine Treppe. Das Haus war nach langem Leerstand ruinäs. Nach 2020 wurde es saniert. | weitere Bilder |
| 09130110 Wikidata                | Neustadt 41 (Lage)                                                     | Pfarrkirche St. Sabinen | | weitere Bilder |
| 09131133 Teilobjekt zu: 09130110 | Neustadt 41 ()                                                         | Orgel | | ein Bild hochladen |
| 09131364                         | Neustadt 41 (Lage)                                                     | Stallgebäude des Küstergrundstücks von St. Sabinen | | weitere Bilder |
| 09130126                         | Neustädter Damm 1 (Lage)                                               | Mühlmann-Stift (Wohnhaus) | | Mühlmann-Stift (Wohnhaus) |
| 09130218                         | Neustädter Damm 5 (Lage)                                               | Villa | | Villa |
| 09130007                         | Neustädter Damm 9 (Lage)                                               | Villenanlage, bestehend aus Wohnhaus, Garten, Pavillon, straßenseitiger Einfriedung | | weitere Bilder |
| 09131533 Teilobjekt zu: 09130007 | Neustädter Damm 9 (Lage)                                               | Villengarten | Im Garten gibt es einen Pavillon und einen Teich mit Insel. | BW |
| 09131534 Teilobjekt zu: 09130007 | Neustädter Damm 9 (Lage)                                               | Gartenpavillon | | BW |
| 09131535 Teilobjekt zu: 09130007 | Neustädter Damm 9 (Lage)                                               | Einfriedung | | Einfriedung |
| 09131531                         | Neustädter Damm 20 (Lage)                                              | Tankstelle | Die Tankstelle wurde 1935/36 gebaut, heute wird das Areal von einer Autowerkstatt genutzt. | Tankstelle |
| 09130117                         | Richard-Steinweg-Straße 5 (Lage)                                       | Kaserne II | | BW |
| 09130127                         | Schleusenstraße (Lage)                                                 | Wohnhaus | | Wohnhaus |
| 09130111                         | Schulzenstraße (Lage)                                                  | Nikolaikirche (Ruine) | | weitere Bilder |
| 09130812                         | Schulzenstraße 3 (Lage)                                                | Militär-Wirtschaftsgebäude (Wohnhaus) | | BW |
| 09130589                         | Schulzenstraße 8 (Lage)                                                | Wohnhaus, einschließlich südlicher Hofbebauung (Werkstattgebäude mit Tordurchfahrt und Remise) | | Wohnhaus, einschließlich südlicher Hofbebauung (Werkstattgebäude mit Tordurchfahrt und Remise) |
| 09131819 Teilobjekt zu: 09130589 | Schulzenstraße 8 ()                                                    | Werkstattgebäude | | ein Bild hochladen |
| 09131820 Teilobjekt zu: 09130589 | Schulzenstraße 8 ()                                                    | Stall | | ein Bild hochladen |
| 09130837                         | Schwedter Straße 29 (Lage)                                             | Wohnhaus mit zwei Seitenflügeln, Stall- und Remisengebäude sowie Pflasterung im Eingangsbereich und im Hof | | Wohnhaus mit zwei Seitenflügeln, Stall- und Remisengebäude sowie Pflasterung im Eingangsbereich und im Hof |
| 09131187 Teilobjekt zu: 09130837 | Schwedter Straße 29 (Lage)                                             | Stall 6 Remise | | BW |
| 09131491                         | Schwedter Straße 65 (Lage)                                             | Wanderarbeitsheim mit Verwaltungsgebäude, zwei Wohnbaracken sowie Werkstattgebäude | | BW |
| 09131492 Teilobjekt zu: 09131491 | Schwedter Straße 65 ()                                                 | Verwaltungsgebäude | | ein Bild hochladen |
| 09131493 Teilobjekt zu: 09131491 | Schwedter Straße 65 ()                                                 | Wohnheim | | ein Bild hochladen |
| 09131494 Teilobjekt zu: 09131491 | Schwedter Straße 65 ()                                                 | Wohnheim | | ein Bild hochladen |
| 09131495 Teilobjekt zu: 09131491 | Schwedter Straße 65 ()                                                 | Wirtschaftsgebäude | | ein Bild hochladen |
| 09130115                         | Schwedter Straße 68 (Lage)                                             | St. Georgskapelle | | weitere Bilder |
| 09130592                         | Seeweg ()                                                              | Ehrenmal für die Verfolgten des Naziregimes (VdN) | | ein Bild hochladen |
| 09130811                         | Steinstraße 36/38 (Lage)                                               | Wohnhaus | Eckhaus Steinstraße/Uckerwieck; erbaut 1930 | BW |
| 09130134                         | Stettiner Straße, Grabowstraße, Schwedter Straße (Lage)                | Stadtpark mit Friedhof der Roten Armee, Mühlmann-Denkmal, Grabow-Denkmal, Strobel-Denkmal, Grabstein Neddermann, Rolandstein | | Stadtpark mit Friedhof der Roten Armee, Mühlmann-Denkmal, Grabow-Denkmal, Strobel-Denkmal, Grabstein Neddermann, Rolandstein |
| 09131602 Teilobjekt zu: 09130134 | Stettiner Straße, Grabowstraße, Schwedter Straße (Lage)                | Friedhof der Roten Armee / Sowjetischer Ehrenfriedhof | | Friedhof der Roten Armee / Sowjetischer Ehrenfriedhof |
| 09131603 Teilobjekt zu: 09130134 | Stettiner Straße, Grabowstraße, Schwedter Straße ()                    | Denkmal für Heinrich David Mühlmann | | ein Bild hochladen |
| 09131604 Teilobjekt zu: 09130134 | Stettiner Straße, Grabowstraße, Schwedter Straße (Lage)                | Denkmal für Carl Friedrich Grabow | | BW |
| 09131605 Teilobjekt zu: 09130134 | Stettiner Straße, Grabowstraße, Schwedter Straße ()                    | Grabmal von Johann Wilhelm Neddermann | | ein Bild hochladen |
| 09131606 Teilobjekt zu: 09130134 | Stettiner Straße, Grabowstraße, Schwedter Straße ()                    | Denkmal für Karl-Heinrich Strobel | | ein Bild hochladen |
| 09131607 Teilobjekt zu: 09130134 | Stettiner Straße, Grabowstraße, Schwedter Straße ()                    | Rolandstein | | ein Bild hochladen |
| 09130121                         | Stettiner Straße 21 (Lage)                                             | Landratsamt | Das ehemalige Kreishaus wurde 1885–1888 nach einem siegreichen Wettbewerbsentwurf von Karl Doflein als Ziegelbau errichtet. Nach einem Brand wurde das Gebäude 1924–1925 durch Otto Kuhlmann instand gesetzt, erweitert und um ein Geschoss aufgestockt. Heute befindet sich hier die Kreissparkasse.                            | Landratsamt |
| 09130122                         | Stettiner Straße 121 (Lage)                                            | Kreiskrankenhaus | | Kreiskrankenhaus |
| 09130795                         | Straße des Friedens 20-26 (gerade), Brüderstraße 1-7 (ungerade) (Lage) | Wohnanlage einschließlich Freiflächen | | BW |
| 09130593                         | Süßer Grund 5 (Lage)                                                   | Jüdischer Friedhof | | BW |
| 09130838                         | Thomas-Müntzer-Platz 3 (Lage)                                          | Rotlauf-Impfanstalt | | weitere Bilder |
| 09130119                         | Uckerpromenade 17 (Lage)                                               | Warmbadeanstalt | | Warmbadeanstalt |
| 09130112                         | Uckerwieck (Lage)                                                      | Dominikanerkloster | Das Dominikanerkloster Prenzlau wurde in vier Bauphasen von 1275 bis 1500 errichtet. | Dominikanerkloster |
| 09131592 Teilobjekt zu: 09130112 | Uckerwieck (Lage)                                                      | Klosterkirche | | weitere Bilder |
| 09131141 Teilobjekt zu: 09130112 | Uckerwieck ()                                                          | Orgel | | ein Bild hochladen |
| 09131593 Teilobjekt zu: 09130112 | Uckerwieck (Lage)                                                      | Klausur | | Klausur |
| 09131594 Teilobjekt zu: 09130112 | Uckerwieck ()                                                          | Klostergebäude | nun als Pfarrhaus genutzt | ein Bild hochladen |
| 09131595 Teilobjekt zu: 09130112 | Uckerwieck ()                                                          | Denkmal | für Nobiling | ein Bild hochladen |
| 09131596 Teilobjekt zu: 09130112 | Uckerwieck ()                                                          | Denkmal | für Hertz | ein Bild hochladen |
| 09130116                         | Uckerwieck (Lage)                                                      | Darre | | weitere Bilder |
| 09131306                         | Vorstadtbahnhof (Lage)                                                 | Bahnhof Prenzlau Vorstadt, bestehend aus Empfangsgebäude mit Gaststättenanbau, Güterboden mit Rampe, Toilettenhaus, Wohnhaus und Fahrzeugwaage | | weitere Bilder |
| 09131307 Teilobjekt zu: 09131306 | Vorstadtbahnhof (Lage)                                                 | Bahnhofsempfangsgebäude | | Bahnhofsempfangsgebäude |
| 09131308 Teilobjekt zu: 09131306 | Vorstadtbahnhof (Lage)                                                 | Güterschuppen | | Güterschuppen |
| 09131309 Teilobjekt zu: 09131306 | Vorstadtbahnhof ()                                                     | Toilettenhaus | | ein Bild hochladen |
| 09131310 Teilobjekt zu: 09131306 | Vorstadtbahnhof (Lage)                                                 | Wohnhaus | | BW |
| 09131311 Teilobjekt zu: 09131306 | Vorstadtbahnhof (Lage)                                                 | Waagehaus | | Waagehaus |
| 09130145                         | Wallgasse (Lage)                                                       | Kriegerdenkmal | | Kriegerdenkmal |
| 09130128                         | Winterfeldtstraße 26 (Lage)                                            | Wohnhaus | | Wohnhaus |
| 09130226                         | Winterfeldtstraße 44 (Lage)                                            | Schulkomplex, bestehend aus Schulhaus, Turnhalle, Toilettenhaus und Einfriedung | 1927/28 von Otto Kuhlmann | weitere Bilder |
| 09131640 Teilobjekt zu: 09130226 | Winterfeldtstraße 44 (Lage)                                            | Turnhalle | westlich ans Schulgebäude anschließend | Turnhalle |
| 09131641 Teilobjekt zu: 09130226 | Winterfeldtstraße 44 (Lage)                                            | Toilettenhaus | an der östlichen Grundstücksgrenze | Toilettenhaus |

### Schönwerder
| ID-Nr.                           | Lage                 | Bezeichnung                                                    | Beschreibung | Bild                                                           |
| -------------------------------- | -------------------- | -------------------------------------------------------------- | ------------ | -------------------------------------------------------------- |
| 09130168                         | Dorfstraße (Lage)    | Kirche                                                         |              | weitere Bilder                                                 |
| 09131144 Teilobjekt zu: 09130168 | Dorfstraße ()        | Orgel                                                          |              | ein Bild hochladen                                             |
| 09130806                         | Dorfstraße 42 (Lage) | Hofanlage, bestehend aus Wohnhaus und zwei Wirtschaftsgebäuden |              | Hofanlage, bestehend aus Wohnhaus und zwei Wirtschaftsgebäuden |
| 09131826 Teilobjekt zu: 09130806 | Dorfstraße 42 (Lage) | Wohnhaus                                                       |              | BW                                                             |
| 09131827 Teilobjekt zu: 09130806 | Dorfstraße 42 (Lage) | Stall                                                          |              | BW                                                             |

### Seelübbe
| ID-Nr.                           | Lage              | Bezeichnung | Beschreibung | Bild               |
| -------------------------------- | ----------------- | ----------- | --- | ------------------ |
| 09130170 Wikidata                | Dorfstraße (Lage) | Kirche      | Die Kirche wurde in der zweiten Hälfte des 13. Jahrhunderts erbaut. Es ist ein Saalbau, der Westturm wurde im Jahre 1898 hinzugefügt. Im Inneren befindet sich ein Altaraufsatz aus dem Jahr 1607, er wurde nachträglich zu einem Kanzelaltar umgebaut. Die Orgel stammt aus der Zeit um 1800. | weitere Bilder     |
| 09131144 Teilobjekt zu: 09130170 | Dorfstraße ()     | Orgel       | | ein Bild hochladen |